# Estación de autobuses de Plaza de Armas
Plaza de Armas es una estación de autobuses de Sevilla, Andalucía, España. Se encuentra al oeste del casco histórico. Fue terminada en febrero de 1992 e inaugurada el 31 de marzo de 1992. Se encuentra en una parcela de 17 877 m².

## Historia
Su construcción se proyectó en los años previos a la Exposición Universal de 1992. Su edificación fue pareja a la reforma de la cercana calle Torneo. Se situó en frente de la estación de trenes Plaza de Armas, también conocida como estación de Córdoba, que dejó de funcionar como estación en 1990 y que fue transformada en centro comercial.
El autor del proyecto y el director de la obra fue Juan Cuenca Montilla. Las obras se iniciaron el 11 de diciembre de 1990 y terminaron el 10 de febrero de 1992. Su coste fue de 1 561 446 310 pesetas.

## Características
Se construyó en una parcela en la que se crearon dos cotas a distinta altura. En la zona sur hay una escalinata y, en el lateral, hay una rampa. Por ellas se accede al vestíbulo de la estación, donde se encuentran las 15 taquillas, la consigna, la oficina de información de horarios y líneas de la estación, el kiosco de regalos, prensa-revistas y el paso a una cafetería. Desde ahí se desciende hasta una nave rectangular donde hay 43 andenes.
En el año 2001 paraban en la estación 197 líneas.
En julio de 2018 la dirección de la estación suprimió su número de teléfono, 954 90 80 40, como medida de recorte de costes.

## Líneas
En la estación operan varias empresas de autobuses. En la provincia de Sevilla da servicio al Aljarafe y la Sierra Norte. También presta servicio a las provincias andaluzas de Huelva, Córdoba, Jaén, Granada y Málaga. Fuera de Andalucía, tiene destinos en las regiones españolas de Madrid, Extremadura, Galicia, Asturias, Cantabria, País Vasco, Castilla y León, Castilla-La Mancha, Murcia, Comunidad Valenciana y Cataluña.
A partir de mayo de 2023, la empresa Damas S.A. trasladó las rutas Sevilla-Chipiona y Sevilla-Fuengirola desde su anterior origen en  la Estación Prado de San Sebastián a Plaza de Armas.
También tiene destinos en otros países europeos.

### Líneas del Consorcio de Transportes del Área de Sevilla
Desde 2006 la Junta de Andalucía convirtió este lugar en la principal estación de transporte metropolitano de la provincia. En 2010 la Junta de Andalucía le entregó la gestión de la estación al Consorcio de Transportes Metropolitano del Área de Sevilla. El consorcio lo componen 45 municipios de la provincia de Sevilla, la Junta de Andalucía y la Diputación de Sevilla.
Las líneas del Consorcio que emplean esta infraestructura son:
| ID     | Destino                  | ID     | Destino                     |
| ------ | ------------------------ | ------ | --------------------------- |
| M-111  | San José de la Rinconada | M-166  | Sanlúcar la Mayor           |
| M-141  | La Puebla del Río        | M-167  | Villanueva del Ariscal      |
| M-142  | Coria del Río            | M-168  | Benacazón                   |
| M-142B | Coria del Río            | M-169  | Villamanrique de la Condesa |
| M-154A | Mairena del Aljarafe     | M-170  | Camas                       |
| M-154B | Mairena del Aljarafe     | M-171  | Camas                       |
| M-155  | Almensilla               | M-172A | Santiponce                  |
| M-157  | Bollullos de la Mitación | M-172B | Guillena                    |
| M-158  | Bollullos de la Mitación | M-173A | Camas                       |
| M-159  | Bollullos de la Mitación | M-173B | Camas                       |
| M-160  | Gines                    | M-174  | Valencina de la Concepción  |
| M-161  | Tomares                  | M-175  | Albaida del Aljarafe        |
| M-162  | Bormujos                 | M-176  | Aznalcóllar                 |
| M-163  | Bormujos                 | M-177  | Guillena                    |
| M-164  | Bormujos                 |        |                             |